# Зігфрід Ліндке
Зігфрід Ліндке (нім. Siegfried Lindke; 12 грудня 1900, Штеттін — 1964) — німецький офіцер-підводник, капітан-лейтенант крігсмаріне.

## Біографія
В травні 1920 року вступив на флот. З березня 1940 по вересень 1941 року — штабсоберштурман на підводному човні U-62. З 12 жовтня 1941 по 17 березня 1942 року — командир U-142. В квітні 1942 року переданий в розпорядження 22-ї флотилії, з травня 1943 року служив в штабі флотилії. З грудня 1943 по 8 травня 1945 року — командир плавучої бази підводних човнів «Ізар».

## Звання
- Оберлейтенант-цур-зее (1 квітня 1942)
- Капітан-лейтенант (1 березня 1945)

## Нагороди
- Медаль «За вислугу років у Вермахті» 4-го, 3-го і 2-го класу (18 років)